# Ungernia
Ungernia är ett växtsläkte i familjen amaryllisväxter som förekommer från Centralasien till nordvästra Iran – i Afghanistan, Kazakstan, Uzbekistan, Turkmenistan, Kirgizistan och Tadzjikistan).
Släktet består av 10 arter:
- Ungernia badghysi Botsch.
- Ungernia ferganica Vved. ex Artjush.
- Ungernia flava Boiss. & Hausskn.
- Ungernia oligostroma Popov & Vved.
- Ungernia sewerzowii (Regel) B.Fedtsch.
- Ungernia spiralis Proskor.
- Ungernia tadschicorum Vved. ex Artjushenko
- Ungernia trisphaera Bunge
- Ungernia victoris Vved. ex Artjush.
- Ungernia vvedenskyi Khamidch.